# 千之赫子
千之 赫子（ちの かくこ、1934年2月9日 - 1985年6月18日）は日本の女優。元宝塚歌劇団所属。本名は若和田 光子（わかわだ みつこ）。結婚前の旧姓は長尾。夫は東千代之介。

## 概要
- 1934年、煙草元売業の長尾一郎・安子の長女として京都府京都市伏見区新町に生まれる。
- 1940年、京都市立伏見板橋小学校入学。
- 1946年、京都市立伏見板橋小学校卒業。
- 1949年、東山女子中学校（廃校）を経て東山女子高等学校（廃校）に入学。
- 1950年、高校を中退し、宝塚音楽学校に入学。
- 1952年、宝塚歌劇団に入団（39期）。同期生に朝丘雪路、眞帆志ぶきらがいる。同年、「アメリカーナ／春の踊り」で初舞台。宝塚入団時の成績は31人中16位[1]。
  - 1953年より花組[1]所属。娘役[1]として活動。
- 1958年8月30日[1]、宝塚歌劇団を退団。最終出演公演の演目[1]は花組公演「舞踊一代／三つのワルツ」。映画「蟻の街のマリア」に主演。以後女優として活動。
  - 赫子の退団を報じる新聞記事が、当時歌舞伎座プロダクションで映画「蟻の街のマリア」を準備していた映画監督五所平之助の目にとまり、主役の北原怜子（マリア）役に起用されることになった。
- 1958年12月、歌舞伎座プロと契約。
- 1959年8月、歌舞伎座プロが解散。以後フリーとなり、主に松竹映画（「愛と希望の街」等）に出演。
- 1965年11月30日、日本舞踊家・俳優の東千代之介と見合い結婚。
- 1966年、映画「男の顔は切り札」で千代之介と共演。
- 1967年、映画「銀の長靴（ブーツ）」に出演。この出演を最後に映画界を引退。以後活動の中心をテレビドラマに移す。
- 1968年、長男（俳優・若菜孝史）を出産。その後長女を儲ける。
- 1980年 - 1981年、3年B組金八先生第2シリーズに出演。加藤優（直江喜一）の母・正枝を演じる。
- 1985年、持病の喘息が悪化。慢性呼吸不全のため51歳で死去した。

## エピソード
- 主演映画「蟻の街のマリア」は、隅田川畔のバタヤ部落で奉仕活動に従事していたカトリック信者の女性が、次第に胸を患い、ついに病没したという実話を元に製作された作品。赫子は映画初出演の新人ながら、この悲劇のヒロインを熱演して、1958年度製作者協会新人賞を受賞した。
- 宝塚歌劇団出身の元タカラジェンヌながら、退団後は主に看護婦、女性教師、芸者、主婦など、市井に慎ましく暮らす庶民的な女性を多く演じた。「3年B組金八先生」第2シリーズにおいては、多額の借金を背負い、日々パートで生計を立て、校内暴力で問題を起こす息子の加藤優（演：直江喜一）を必死で育てる母・正枝を演じた。中でも優が友人数名と転校前の中学校に殴りこみ、過去の非を校長に詫びさせたあと、学校側の通報で駆けつけた警視庁の機動隊隊員に取り押さえられて連行されるという場面（同シリーズ第24回）では、優が乗せられた護送車を１人最後まで追いかけるというシーンを演じた。この場面は同シリーズのクライマックスシーンであった。
- 日本舞踊若菜流家元である夫・千代之介の活動を陰で支えた。夫による追悼文集『夢』（私家版、1986年9月）がある。

## 出演作品

### 主な映画
- 蟻の街のマリア （1958年、歌舞伎座）
- 新婚列車 （1959年、松竹）
- 愛と希望の街 （1959年、松竹）
- 伝七捕物帳 幽霊飛脚 （1959年、松竹）
- 秋日和 （1960年、松竹）
- 七人の敵あり （1961年、宝塚映画）
- おへその大将 （1962年、宝塚映画）
- 山河あり（1962年、松竹）
- あの橋の畔で 第2部 （1962年、松竹）
- あの橋の畔で 完結篇 （1963年、松竹）
- 古都 （1963年、松竹）
- 五瓣の椿 （1964年、松竹）
- さよならはダンスの後に（1965年、松竹）
- 男の顔は切札 （1966年、松竹）
- 太陽に突っ走れ （1966年、東映） - 清美
- 銀の長靴（ブーツ） （1967年、松竹）

### 主なテレビドラマ
- 新・三等重役　（1959年　NET）
- 新しい背広　（1959年　日本テレビ）
- 誕生日の贈物（慎太郎ミステリー　暗闇の声）　（1960年　TBS）
- かげろう絵図　（1960年　日本テレビ）
- 風雲児時宗　（1961年　フジテレビ）
- 女が階段を上る時　（1961年　フジテレビ）
- 破壊された男（東芝日曜劇場）　（1963年　TBS ）
- 娘の結婚　（1964年　日本テレビ）
- 三匹の侍 第4シリーズ 第19話「木枯の女」（1967年、フジテレビ） - お明 役
- 流れ雲（1968年、NHK）- 小春 役
- 三人の母（ポーラテレビ小説）　（1968年　TBS） - とき（養母）役
- 水戸黄門 第1部 第10話「母恋い馬子唄・松坂宿」 （1969年　TBS） - 浪乃 役
- 新・平家物語 （大河ドラマ）　（1972年　NHK） - 埋れ木 役
- 薩摩おごじょ（ポーラテレビ小説）　（1973年　TBS） - くめ 役
- 加奈子（ポーラテレビ小説）　（1975年　TBS） - 西岡きぬ 役
- おゆき（ポーラテレビ小説）　（1977年　TBS） - 志津 役
- 七人の刑事　（1978年　TBS）
- 3年B組金八先生 第2シリーズ　（1980年 - 1981年　TBS） - 加藤正枝 役
- 千春子（ポーラテレビ小説）　（1983年　TBS） - 黒木きく 役

ほか多数